# Ophrys rechingeri
Ophrys rechingeri är en orkidéart som beskrevs av Sóo. Ophrys rechingeri ingår i ofryssläktet, och familjen orkidéer. Inga underarter finns listade i Catalogue of Life.